# Laser HT
Laser HT – fiński klub hokeja na lodzie z siedzibą w Oulu.

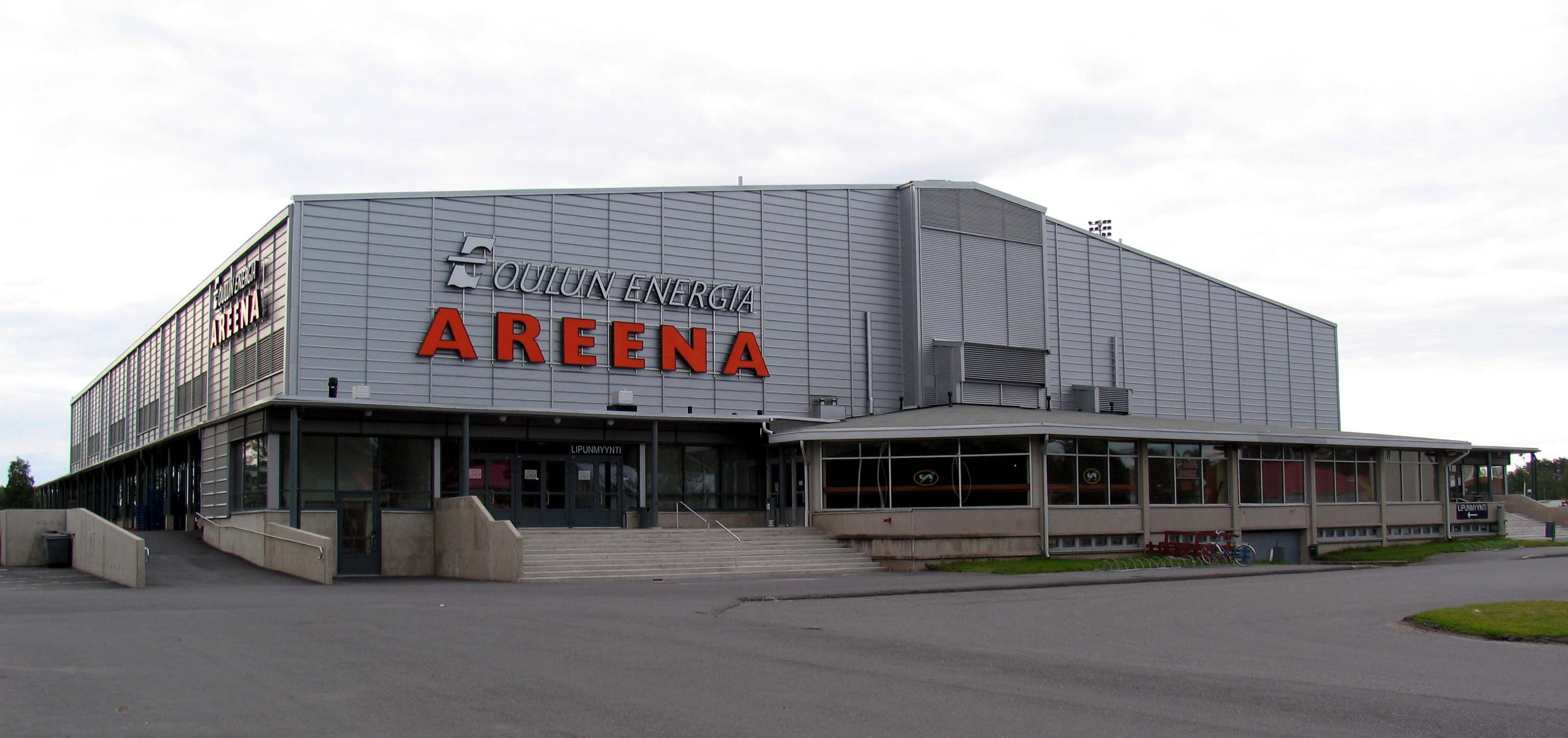
Lodowisko klubu

Wcześniej działał klub Laser HT w latach 1997–2005, po czym od 2005 funkcjonował Kiekko-Laser (do 2011 w lidze Mestis – drugi poziom ligowy). W 2016 reaktywowano klub pod nazwą Laser HT. W 2017 przyjęty do rozgrywek Suomi-sarja (trzeci poziom) i w sezonie 2017/2018 występował pod nazwą AIK/Laser HT. Od edycji 2018/2019 działał pod nazwą Laser HT.
Drużyna służy za zespół farmerski dla Oulun Kärpät z rozgrywek SM-liiga.

## Sukcesy
- Srebrny medal Suomi-sarja: 2008
- Brązowy medal Suomi-sarja: 2009
- Złoty medal Suomi-sarja: 2010

## Zawodnicy
Zastrzeżone numery
- 35 – Pekka Rinne[2][3]
- 64 – Mikael Granlund[4]